# 塔斯馬尼卡麗鮨
塔斯馬尼卡麗鮨，為輻鰭魚綱鱸形目鱸亞目鮨科的其中一種，分布於澳洲塔斯馬尼亞島海域，棲息在內灣，為底棲性魚類，屬肉食性，生活習性不明。

## 擴展閱讀
維基物種上的相關：塔斯馬尼卡麗鮨